# Glen Spey
Glen Spey ist eine Whiskybrennerei bei Rothes, Moray, Schottland, Großbritannien.

## Geschichte
Glen Spey wurde 1878 von James Stuart & Co. unter dem Namen Mill of Rothes gegründet. 1886 kaufte Stuart die Brennerei Macallan. W. & A. Gilbey kauften 1887 Glen Spey für 11.000 Pfund. Sie waren damit das erste englische Unternehmen, das eine schottische Malt Distillery besaß. 1920 brach ein großes Feuer in der Brennerei aus. 1962 schlossen sich W. & A. Gilbey mit United Wine Traders zusammen und es entstand International Distillers & Vitners (IDV). 1970 wurde Glen Spey renoviert. Dabei wurde die Anzahl der Brennblasen (Stills) von zwei auf vier erweitert. 1972 wurde IDV erst von Watney Mann und diese wiederum von Grand Metropolitan übernommen. 1997 kam es zur Elefanten-Hochzeit zwischen Guinness und Grand Metropolitan, aus der Diageo hervorging.

## Produktion
Das Wasser der zur Region Speyside gehörenden Brennerei stammt vom Doonie's Spring. Das Malz kommt von fremden Mälzereien am Moray Firth. Die Brennerei verfügt über einen Maischbottich (mash tun) (2,0 Tonnen) aus Edelstahl und acht Gärbottiche (wash backs) (je 25.000 l). Destilliert wird in zwei wash stills (je 12.000 l) und zwei spirit stills (je 7.500 l), die durch Dampf erhitzt werden.

## Abfüllungen
Glen Spey gibt es als Original-Abfüllung in der Flora und Fauna-Serie als 12-jährigen Single Malt.